# 자오커즈
자오커즈(중국어: 赵克志, 병음: Zhào Kèzhì, 1953년 12월 28일-)는 중화인민공화국의 정치인이다. 구이저우성 성장 겸 당위원회 서기이다.